# Lake George (town, New York)
Pour les articles homonymes, voir Lake George.
Lake George est une municipalité (town) américaine de l'État de New York, située dans le comté de Warren.

## Géographie
La municipalité s'étend sur 84,48 km2 au centre du comté de Warren dont au nord-est sur une partie du lac George, auquel elle doit son nom. La principale localité est le village de Lake George, situé à l'extrémité sud du lac. La municipalité comprend également les localités de Big Hollow, Crosbyside et Diamond Point.
|              | Bolton      |            |
| Warrensburg  | Lake George | Queensbury |
| Lake Luzerne | Queensbury  |            |

## Histoire
La municipalité est créée en 1810 sous le nom de Caldwell par détachement de parties des municipalités voisines de Bolton, Queensbury et Thurman. Elle prend le nom de Lake George en 1962.

## Politique et administration
La municipalité est administrée par un superviseur et un conseil de quatre membres élus pour deux ans.

## Culture et patrimoine
La municipalité abrite le fort William Henry, construit par les Britanniques en 1755 pendant la guerre de la Conquête.